# 富士宮秋まつり
富士宮まつり（ふじのみやまつり）は、静岡県富士宮市で毎年11月3日から11月5日までの3日間にわたり開催される行事の総称。氏子町内が曳き回す山車や屋台で県指定無形民俗文化財である富士宮囃子が囃される。
2010年（平成22年）までは富士宮秋まつりと呼称していたが、2011年（平成23年）より富士宮まつりと改称した。

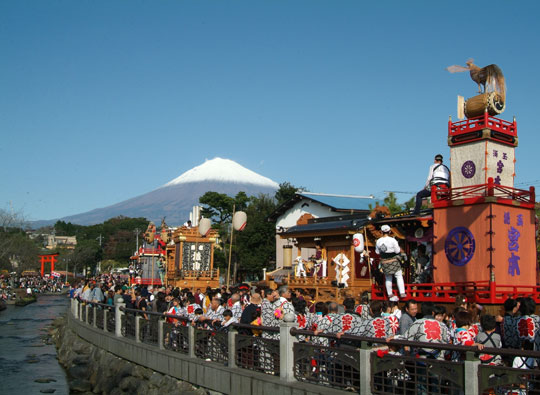
神田川と山車

## 概要
富士山本宮浅間大社の秋季例祭にあわせ氏子町内が山車や屋台を曳き回す。

## 起源・歴史
- 浅間大社が祀られて806年より収穫に対する祭祀は行われてきた。一方、氏子町内が行うつけ祭りに関しては記録が乏しいが町方造り酒屋当主の日記「袖日記」1860年（万延元年）の記述には「家臺多く引出ス」とあり、この頃にはすでに行われていたと思われる。
- 江戸時代の浅間大社大祭禮は4月初申日・9月15日・11月初申日だったが、太陽暦への改暦により混乱を生じ縣廳に伺いを立てた結果、「11月4日（新暦）を以て大祭と定むることが允許せられた」（富士の研究Ⅱ浅間神社の歴史より）
- 起源は不明であるが、平安時代前期の文人である都良香の『富士山記』による「貞観十七年十一月五日吏民仍舊致祭」にあるように、役人による祭りからの派生として始まったといわれる。
- 豊作に感謝する民衆による祭りとして始まったといわれる。
- 明治時代には大宮青年団（大宮は市の中心地の名称）により、祭りのさらなる発展が図られる。

### 宮まいり

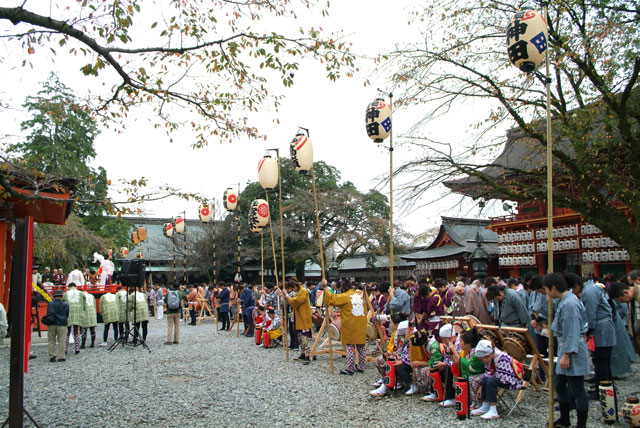
宮まいり

二十の町内（町内会）が初日の11月3日に富士山本宮浅間大社に参集し修祓を受け囃子を奉納する。

### 式典

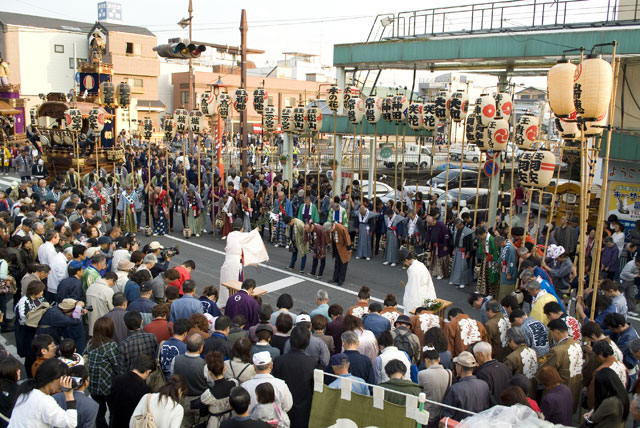
浅間大社前での式典

浅間大社周辺に山車・屋台が集結。式典に続き一斉囃子と共同踊りが行われ、その後共同催事場内各所で競り合いや踊りなどが行われる。

### 富士宮囃子

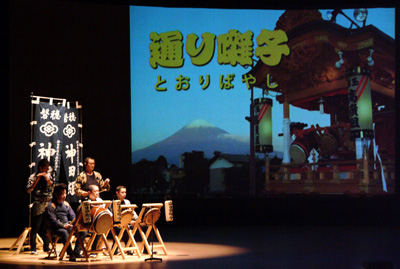

1995年（平成7年）3月20日に富士宮囃子が静岡県無形民俗文化財に指定された。
富士宮囃子保存会というものがあり、「富士宮ばやし」が富士宮市の無形文化財に指定されてから長年保存に関わってきている。
「富士宮ばやし保存会湧玉会」は、高齢化などにより活動が休止状態であったが、静岡県による指定などから組織編成の動きがあり、1998年（平成10年）8月に結成された。

## 交通手段
鉄道
- JR東海身延線富士宮駅（南口で徒歩3分）

自動車
- 東名高速道路富士IC→西富士道路（国道139号）→静岡県道414号富士富士宮線経由